# Jerup
Jerup ist ein Dorf mit 544 Einwohnern (Stand 1. Januar 2023 ) etwa 12 Kilometer nordwestlich von Frederikshavn in Dänemark. Es liegt direkt am Kattegat und ist umgeben von einer Heidelandschaft. Jerup ist Teil der Kommune Frederikshavn in der Region Nordjylland.
Das Dorf entwickelte sich durch den Bau der Bahnstrecke Frederikshavn–Skagen und des benachbarten Staatsgefängnisses.
Sehenswert ist die Kirche von Jerup.